# Landscape (Every Little Thingの曲)
『Landscape』（ランドスケープ）は、Every Little Thingの43枚目のシングル。2011年12月7日にavex traxから発売された。

## 概要
前作『アイガアル』から約3か月での発売となった2011年第5弾シングル。表題曲「Landscape」は、トヨタ『アイシス』CMソングに起用された。持田曰く「どうしてもクリスマスの時期にいいカタチで出したいというこだわりがあった」と語っている。曲自体は2007年の33rdシングル『恋をしている/冬がはじまるよ feat.槇原敬之』の頃から既にあったとのこと。

## 収録曲

### CD
1. Landscape [4:23]
  - 作詞：Kaori Mochida / 作曲：HIKARI / 編曲：HIKARI・Every Little Thing

トヨタ自動車『アイシス』CMソング
2. Landscape 〜AKAKAGE’s Acoustic Winter [4:16]
3. アイガアル 〜moment of celebration remix [4:27]
  - 編曲：Q；indivi
4. Landscape (Instrumental)

### DVD（初回限定盤のみ）
1. Landscape Video Clip

## 楽曲の収録アルバム
Landscape
- 『FUN-FARE』
- 『Every Best Single 2 ～MORE COMPLETE～』
- 『Every Best Single 2 〜laTe period〜』